# El ladrón del rayo
El ladrón del rayo (título original en inglés: The Lightning Thief) es un libro escrito por Rick Riordan. Es el primer libro de la serie Percy Jackson y los dioses del Olimpo, que cuenta las aventuras de un chico actual de doce años, Percy Jackson, cuando descubre que es un semidiós; el hijo de una mortal, Sally Jackson, y del dios griego, Poseidón. Percy y sus amigos realizan una búsqueda para prevenir una guerra apocalíptica entre los dioses griegos Zeus y Poseidón.
Riordan terminó de escribir el manuscrito en 2000
. El ladrón del rayo fue inicialmente aceptado por Bantam Books en 1997 y posteriormente vendido en una subasta de Miramax Books, antes de ser lanzado el 28 de julio de 2005. El libro ha vendido más de 1,2 millones de copias en los cuatro años siguientes, apareciendo en The New York Times children's Best Seller list y siendo catalogado en uno de los Young Adult Library Services Association mejores libros para jóvenes adultos, entre otros premios.
Ha sido adaptado a una película llamada Percy Jackson y el ladrón del rayo, que fue lanzada en Estados Unidos el 12 de febrero de 2010. La secuela de este libro es El mar de los monstruos.

## Argumento
El ladrón del rayo utiliza conceptos de la mitología griega en un ambiente moderno. El libro está, además, escrito en un estilo humorístico de ritmo rápido; asimismo, está basado ambigüamente en el mito de Perseo.

### Profecía
El Oráculo de Delfos le dice a Percy Jackson:
Irás al oeste, donde te enfrentarás al dios que se ha revelado.

Encontrarás lo robado y lo devolverás.

Serás traicionado por quien dice ser tu amigo.

Al final, no conseguirás salvar lo más importante...

### Resumen
La historia se centra en Percy Jackson, es un adolescente que padece de TDAH (trastorno de hiperactividad y déficit de atención) y dislexia, quien ha sido expulsado de seis escuelas, siendo la última de éstas la Academia Yancy. Durante una excursión escolar a un museo, su profesora de introducción al álgebra, la señorita Dodds, ataca a Percy, revelándole que ella es una de las tres furias. 
Mientras tanto, el padrastro de Percy, Gabe, vive con Sally, la madre de Percy; sin embargo, ambos deben sufrir del abuso de Gabe, pues de acuerdo a la madre de Percy, él es quien se ocupa de ellos económicamente. Para alejarlo de Gabe, Sally se lleva consigo a Percy a un bungaló en Montauk, por un período de tres días. A la medianoche de su primer día de vacaciones, el mejor amigo de Percy, Grover Underwood, le dice al Percy que él es en realidad un sátiro, y que las Furias lo están buscando para asesinarlo. Por ello, Sally conduce hasta el Campamento Mestizo, un lugar secreto en donde los semidioses tienden a entrenar, y dónde Percy puede estar a salvo. Durante el camino, ellos son atacados por el Minotauro, que logra secuestrar a la madre de Percy. Sin embargo, cuando localizan a Sally, ella muere, y Grover junto con Percy, logran escapar de la bestia y entran de inmediato al campamento. 
Una vez dentro, a Percy se le es asignada la cabaña de Hermes, cuyo líder es Luke Castellán. La cabaña de Hermes es en donde ponen a todos los semidioses cuyos padres son desconocidos. Clarisse, una de las hijas de Ares, le dice que a los de ingreso al campamento, debe sumergir su cabeza dentro de un inodoro sucio. Sin embargo, una vez que Percy llega al baño con Clarisse, el agua del inodoro responde ante Percy, por lo que Clarisse es rociada por líquido. Durante el juego de capturar la bandera, Clarisse y sus compañeros de su cabaña atacan a Percy. Cae dentro de un pequeño arroyo, y sus lesiones son curadas por el agua del arroyo, después es atacado por un Perro del infierno, pero es salvado por Quirón, además de que en ese instante, el tridente de Poseidón aparece encima de la cabeza de Percy, como señal de que él es hijo de Poseidón. Este hecho, hizo que Poseidón rompiera una promesa con sus hermanos Zeus y Hades, relacionada con la abstención de tener más hijos con mujeres mortales, puesto que dichos niños pueden llegar a ser demasiado poderosos, llegando incluso a convertirse en una potencial amenaza. Una vez que en el campamento se conoce el linaje de Percy, a este se le encomienda que encuentre el relámpago de Zeus, puesto que ha sido robado; Quirón, uno de los profesores del campamento, piensa que el responsable de dicha fechoría fue Hades. Zeus, sin embargo, cree que en realidad, fue Poseidón quien dijo a Percy robar el rayo.
Percy debe recuperar el rayo antes del solsticio de verano, por lo que sólo le quedan diez días para buscar dicho artefacto. Antes de que el joven partiera en su aventura, Luke le regala unas zapatillas voladoras. Además, Annabeth Chase, hija de Atenea, y Grover, le acompañan en su búsqueda. Los tres amigos se dirigen hacia el oeste, para entrar al Inframundo, cuya entrada se localiza en Los Ángeles, California. Durante su travesía, ellos se encuentran con varios monstruos griegos, como Medusa , las Furias e incluso el dios de la guerra, Ares, quien Percy odia al instante y le dice a Percy que su madre aún continúa con vida. Una vez en el reino de Hades, Percy debe enfrentarse al dios de la muerte, pues este le dice que él fue quien le robó su Yelmo de la Oscuridad, un objeto que le permite convertirse en una sombra. Después de ello, Percy descubre que el rayo se encontraba en su mochila, y huye del Inframundo, dejando atrás a su madre. En seguida, aparece Ares, quien fue el que puso el rayo dentro de la mochila , Percy se enfrenta al dios, al que logra derrotar apuñalándolo en el tobillo.
Después, Ares le entrega el Yelmo a Percy, y este confiesa que fue el quien le ordenó a las Furias atacarlo. Inmediatamente de saber esto, Percy se dirige a la ciudad de Nueva York, para entregarle el relámpago a Zeus, en el piso 600 del Empire State Boulding, lugar donde se localiza el Olimpo.
Zeus acepta el rayo, y el joven regresa al campamento. Una vez en él, Luke le revela a Percy que fue él quien robó el rayo para Cronos, y a continuación, invoca a un escorpión venenoso para que pique a Percy, lo cual logra, dejándolo al borde de la muerte. Sin embargo, Quirón le cura, y Percy se retira del campamento para asistir a otra escuela. Entre tanto, Annabeth regresa con su padre biológico, el Profesor Chase, y Grover se marcha en busca del dios Pan. Percy se hace cargo de su hogar, y le obsequia a su madre la cabeza de Medusa, que esta utilizó para convertir a Gabe en una estatua. Sally vendió dicha estatua para conseguir dinero y comprar otro apartamento; al final se revela que la razón por la que Sally vivía con Gabe, era sólo para ocultar el aroma que emitía Percy por el hecho de ser un semidiós.

## Cumplimiento con la profecía
- "Irás al oeste, donde te enfrentarás al dios que se ha rebelado." - Percy peleó contra Ares, ya que se rebeló contra el Olimpo.
- "Encontrarás lo robado y lo devolverás." - Percy encuentra el Rayo Maestro y el Yelmo de la Oscuridad y los devuelve a sus dueños.
- "Serás traicionado por quien dice ser tu amigo." - Luke revela ser el espía de Cronos y por lo tanto su enemigo.
- "Al final, no conseguirás salvar lo más importante." - Percy no logra salvar a su madre, pero, al final, ella se salva sola.

## Personajes principales
- Percy Jackson, el protagonista; un chico de doce años diagnosticado con TDAH y dislexia. Percy descubre que es el hijo del dios griego Poseidón y que sus discapacidades son naturales para los semidioses, también conocidos como mestizos. Se embarca en una aventura para encontrar el Rayo Maestro de Zeus y evitar una guerra catastrófica entre dioses.
- Annabeth Chase: una chica de doce años, hija de Atenea. Annabeth fue traída al Campamento Mestizo junto con Luke Castellan y Thalia Grace. Ayudó a curar a Percy tras el combate contra el minotauro. También ayudó a Percy en su búsqueda del Rayo Maestro de Zeus. Annabeth ha vivido en el Campamento Mestizo desde que tenía siete años y tiene un collar con una cuenta por cada año que ha sobrevivido en el Campamento Mestizo.
- Grover Underwood: un sátiro y el mejor amigo de Percy. Inicialmente, fue encubierto como un chico en busca de semidioses potenciales. Dirige a Percy al campamento después de que su madre fue secuestrada y lo acompaña en su viaje para encontrar el Rayo Maestro de Zeus. Su sueño de toda la vida es ser un buscador para que pueda encontrar al dios de lo salvaje, Pan.
- Luke Castellan: es el antagonista principal e hijo de Hermes; es el consejero de la cabaña de Hermes y ayuda a Percy a entrenarse en el arte de la batalla. Más tarde, traiciona a Percy y lo deja por muerto, revelando que él trabaja para el Titán Malvado Cronos.
- Quirón: al principio, el profesor de latín de Percy, el señor Brunner. Más tarde, Percy descubre que es un centauro, mitad caballo y mitad hombre. Él es el director de Actividades del Campamento Mestizo. También es hijo del señor Cronos.
- Dioniso: Es el dios del vino además de ser el director del Campamento Mestizo (aunque sólo está sirviendo esta posición como un castigo de su padre, Zeus, por perseguir a una ninfa del bosque fuera de los límites). Él es conocido por su personalidad amarga y peculiar.

## Desarrollo y publicación
El desarrollo tanto de El ladrón del rayo como de la serie de Percy Jackson, se inició cuando Riordan empezó a contarle cuentos a su hijo Haley, al que se le habían diagnosticado dislexia y TDAH. Además, su hijo había estado estudiando mitología griega durante su segundo grado y pidió a su padre que le contara ciertas historias para dormir basadas en dicha mitología. Con anterioridad, Riordan había sido profesor de preparatoria durante varios años donde impartía la materia de mitología, por lo que fue capaz de recordar algunas historias y, con ello, pudo ayudar a su hijo. Poco tiempo después, Riordan se había quedado sin mitos que contar y su hijo le preguntó si podía idear unos nuevos, basándose en los personajes de los ya existentes pero agregando elementos novedosos. Riordan creó al personaje Percy Jackson, y concibió una historia en la que Percy debía viajar a lo largo de los Estados Unidos para encontrar el relámpago perdido de Zeus. Después de que Riordan acabara de contarla, Haley le preguntó si iba a escribir acerca de Percy y sus aventuras.
Mientras Riordan dejó el manuscrito a cargo de su agente y de su editor, él llevó su obra a varios estudiantes de 6.º, 7.º y 8.º grados, para que estos dieran su opinión respecto al libro. En última instancia, logró que le dieran el visto bueno, ganándose así la aprobación de los muchachos, y gracias a su ayuda se le ocurrió el título del libro, además de que pudo crear cómo funcionaba la espada de Percy. Durante el 2004, el libro se vendió bajo el sello de Miramax Books, lo que pudo haber beneficiado a Riordan porque la editorial le había ofrecido el dinero suficiente para que pudiera dejar de trabajar y centrarse en seguir escribiendo sus historias. Sin embargo, rechazó la oferta. Después ser publicado el 25 de julio de 2005, El ladrón del rayo logró vender cerca de 275 000 ejemplares; además, en los cuatro años posteriores a su lanzamiento, el libro logró alcanzar la cifra de 1.2 millones de ejemplares vendidos. El libro fue publicado también en diferentes formatos, como tapa dura, rústica y audiolibro, y además ha sido traducido en diferentes idiomas y también se ha publicado en diferentes países.

## Recepción
El ladrón del rayo recibió críticas mayormente positivas. Common Sense Media dijo que «El ladrón del rayo tiene dos niveles de diversión. Uno de ellos es la aventura de ritmo rápido que un joven héroe, en compañía de sus amigos, emprende para salvar al mundo», y añadió que «el otro nivel, lo encuentras aquí — burlándose de la mala conducta, el autor ha actualizado a los dioses y monstruos, para adaptarlos al siglo XXI». Sin embargo, se criticaron ciertos aspectos del libro, pues de acuerdo a su reseña, la prosa resultaba «entrecortada e hinchada de actitud», quejándose de que «los personajes no estaban involucrados emocionalmente». A pesar de ello, el libro recibió una puntuación de 4 estrellas sobre 5. The New York Times elogió a El ladrón del rayo, pues lo describió diciendo que «[está] perfectamente entonado, pues contiene momentos electrizantes que a veces tienden a chocar entre sí, que parecen asemejarse a los latidos del corazón».

## Adaptaciones

### Película
Durante junio de 2007, 20th Century Fox adquirió los derechos necesarios para convertir la novela en una película. Dos meses antes de que ello se diera a conocer, se tenía contemplado que Chris Columbus fuera el encargado de dar soporte al proyecto. Logan Lerman fue quien tuvo el papel de Percy Jackson, mientras Brandon T. Jackson el de Grover Underwood, su amigo sátiro. Alexandra Daddario interpretó a Annabeth, mientras que Jake Abel audicionó y se quedó con el papel de Luke Castellan. Asimismo, Pierce Brosnan interpretó a Quirón. El título original de la película fue Percy Jackson & the Olympians: The Lightning Thief y fue estrenada en los Estados Unidos el 12 de febrero de 2010.

### Audiolibro
El 18 de junio de 2005 salió al mercado una versión en audiolibro con una duración de 10 horas y 25 minutos, narrada por el actor Jesse Bernstein y publicada por la editorial Random House Mondadori.
La revista AudioFile elogió esta versión del libro pues dijo que «tanto adultos como niños serán hechizados al momento de escuchar esta profunda historia imaginativa». Sin embargo, la School Library Journal dio una crítica aún más mixta, pues dijo que «aunque algunos de los acentos que utiliza Bernstein tienen algún fallo (como con el monstruo de Gerogia, por ejemplo, el actor no tiene un buen acento sureño para representarlo), él hace un buen trabajo pues mantiene un tono distinguible entre los personajes principales, además de que les da una buena pronunciación».

## Secuela
El ladrón del rayo continua en El mar de los monstruos. Allí, Percy y Annabeth rescatan a Grover que ha sido encarcelado por Polifemo, el Cíclope y recuperar el Vellocino de oro para salvar el campamento. Están acompañados por el hermanastro de Percy, Tyson, un cíclope, y Clarisse La Rue,  en esta misión.